# Арегуні
Хребет Арегуні (вірм. Արեգունի լեռնաշղթա) — гірський хребет  Малого Кавказу у Вірменії, вододіл між басейнами Малого Севану і річки Ґетік. Тягнеться на 50 км вздовж північно-східного берега озера Севан від Севанського перевалу на півночі до гори Кашатаг. Найвища точка — гора Карктасар (2740 м). Складається з двох паралельних гірських ланцюгів, які розділені долинами річок Драхтік і Баребер. Хребет асиметричний: південні схили крутіші і сильніше розчленовані, ніж північні.
Хребет складний вулканогенними породами і пісковиками. Безлісний на всьому протязі по вододілу, хребет охоплений з трьох сторін (із заходу, півночі і сходу) в його північно-західній половині дубовими і буковими лісами Діліжанського заповідника, а на південному схилі подекуди прижилися молоді соснові насадження.

## Галерея

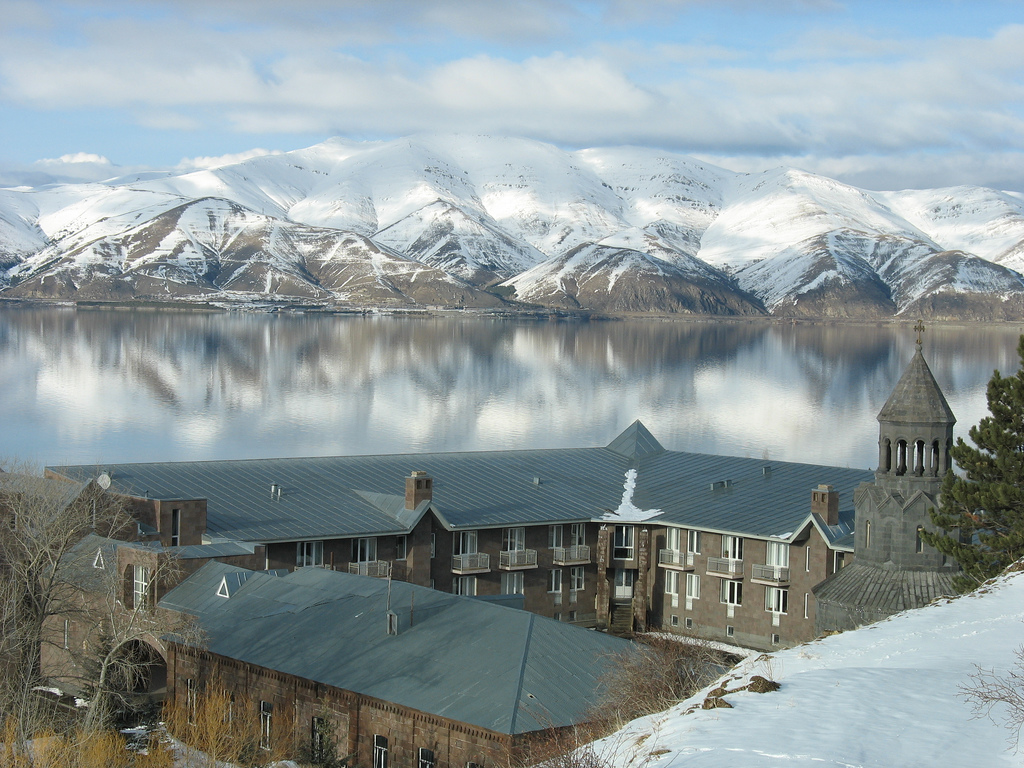
Хребет Арегуні з боку Севану